# نیکی سکس
نیکی سکس (انگلیسی: Nikki Sexx؛ زاده ۱ مارس ۱۹۸۳) یک بازیگر پورنوگرافی است.